# Гунибская ГЭС
Гуни́бская ГЭС им. Расула Гамзатова — гидроэлектростанция на реке Каракойсу в Гунибском районе Дагестана. Является верхней ступенью каскада ГЭС на Каракойсу. Строительство ГЭС было начато в 1995 году, завершено в 2005 году. Гунибская ГЭС построена по плотинной схеме с бетонной арочной плотиной, представляя собой одну из немногих гидроэлектростанций такого типа в России. Установленная мощность ГЭС составляет 15 МВт, и согласно существующей в России классификации она относится к малым ГЭС. Гунибская ГЭС входит в состав Дагестанского филиала ПАО «РусГидро».

## Природные условия
Гунибская ГЭС расположена на реке Каракойсу (Кара-Койсу), притоке реки Аварское Койсу, выше пущенной в 1937 году Гергебильской ГЭС. Среднемноголетний расход Каракойсу в створе Гунибской ГЭС составляет 19,2 м³/с, максимальный расход — 510 м³/с. С апреля по октябрь по реке проходит около 90 % годового стока. Вода реки отличается большой мутностью (средняя за год — 4,36 кг/м³, максимальная — до 25 кг/м³), за год река переносит 1,86 млн тонн наносов, главным образом в период паводка. Климат в районе расположения Гунибской ГЭС континентальный с короткой мягкой зимой и жарким летом, среднегодовая температура воздуха составляет +9°С. Максимальная зарегистрированная температура — +42°С (август), минимальная — −30°С (январь). Среднегодовое количество осадков 500 мм, большая часть их выпадает с мая по сентябрь. Сплошной ледяной покров на реке не устанавливается, наблюдаются забереги, шуга и зажоры.
Створ Гунибской ГЭС расположен в 22 км выше впадения Каракойсу в Аварское Койсу в сужении речной долины (ущелье Красного моста). На участке размещения основных сооружений ГЭС распространены прочные скальные породы — известняки, также встречаются алевролиты, аргиллиты, песчаники. Скальные породы местами перекрыты на склонах глыбово-щебенистыми отложениями мощностью до 10 м, а в русле — аллювиальными валунно-галечниковыми отложениями с песчаным заполнителем мощностью до 20-25 м. Сейсмичность зоны расположения ГЭС — 9 баллов по шкале MSK-64.

## Описание сооружений
Гунибская ГЭС представляет собой плотинную средненапорную гидроэлектростанцию с арочной плотиной и зданием ГЭС берегового типа (расположено отдельно от плотины на правом берегу реки). Установленная мощность ГЭС — 15 МВт, проектная среднегодовая выработка — 57,6 млн кВт·ч.

### Плотина
Плотина Гунибской ГЭС бетонная арочная, с пробкой (Гунибская ГЭС является одной из трёх ГЭС России с арочными плотинами (наряду с Чиркейской и Миатлинской). Полная высота плотины — 73 м, из них на арочную часть приходится 33 м, а на пробку 40 м, гребень плотины имеет отметку 863,5 м. Длина плотины по гребню составляет 58,7 м. Толщина арочной части составляет в верхней части 4 м и на контакте с пробкой 6 м, толщина пробки 20 м. На гребне плотина расширяется до 6,5 м с целью обеспечения необходимых габаритов для организации проезда автотранспорта (по плотине проходит автомобильный проезд шириной 4,5 метра с двумя пешеходными тротуарами). В пробке на отметке 822,0 м размещён глубинный водосброс сечением 4,3×4,5 м, имеющий пропускную способность 448 м³/с. Плоские основные затворы водосброса расположены со стороны нижнего бьефа, плоские аварийно-ремонтные затворы — со стороны верхнего бьефа; механизмы маневрирования аварийно-ремонтными затворами размещаются на гребне плотины. В теле плотины размещены две галереи, служащие для размещения контрольно-измерительной аппаратуры и отвода фильтрующихся через тело плотины вод. Для предотвращения фильтрации, в основании и бортах плотины устроены цементационные завесы.

### Напорный тракт
Водоприёмник, служащий для забора воды в подводящий деривационный тоннель, расположен вблизи правобережного устоя плотины, представляет собой врезанную в скальный массив железобетонную конструкцию длиной 20 м и шириной 9 м. Входное отверстие водоприёмника имеет размеры 5×8 м, оборудовано сороудерживающей решёткой и плоским аварийно-ремонтным затвором, маневрирование которым осуществляется козловым краном грузоподъёмностью 40 т. Порог водоприёмника находится на отметке 847,5 м.
За водоприемником располагается слабонаклонная шахта глубиной 40 м круглого сечения (диаметром 3,1 м) с железобетонной обделкой. Шахта переходит слабонаклонный (уклон 0,015) деривационный тоннель, являющийся частью бывшего строительного тоннеля коробчатого сечения высотой 7,5 м и шириной 7 м (с учетом толщины обделки — 0,5 м), длина тоннеля 92 м. В концевой части тоннель заделан бетонной пробкой толщиной 10 м, через которую проложен металлический трубопровод диаметром 3,1 м (толщина стенок 12 мм). Трубопровод завершается металлической развилкой, разделяющей поступающую воду между тремя гидроагрегатами.

### Здание ГЭС
Здание ГЭС берегового типа, расположено в 70 м от плотины, состоит из трёх агрегатных блоков и монтажной площадки. Машинный зал имеет длину 40 м, ширину 14 м, расстояние между осями гидроагрегатов — 7,5 м. В здании ГЭС расположено 3 вертикальных гидроагрегата с радиально-осевыми турбинами РО-75-В-75 (мощность 5,2 МВт, диаметр рабочего колеса 1,4 м, расчётный напор 48,5 м, частота вращения 375 об/мин, расход воды через турбину 11,8 м³/с). При необходимости, поступление воды к турбинам перекрывается при помощи дисковых предтурбинных затворов ЗДб160-115 диаметром 1,6 м. Турбины приводят в действие гидрогенераторы СВ 325/50-16 мощностью по 5 МВт, выдающих электроэнергию на напряжении 6,3 кВ. Турбины произведены харьковским заводом «Турбоатом», генераторы — екатеринбургским «Уралэлектротяжмашем». Гидроагрегаты Гунибской ГЭС идентичны тем, что были ранее использованы при реконструкции Гергебильской ГЭС. Для перемещения элементов гидроагрегатов в машинном зале имеется мостовой кран грузоподъёмностью 32 т.
- Сооружения Гунибской ГЭС
- Вид с плотины в нижний бьеф
- Глубинный водосброс в работе
- Машинный зал
- Открытое распределительное устройство

### Схема выдачи мощности
Выдача электроэнергии в энергосистему производится с открытого распределительного устройства (ОРУ) напряжением 110 кВ, размеры ОРУ — 35×50 м. На ОРУ размещены два повышающих трансформатора ТДН 16000/110 мощностью по 16 МВА. От станции отходят четыре линии электропередачи:
- ВЛ 110 кВ Гунибская ГЭС — ПС Гуниб (ВЛ-110-193);
- ВЛ 110 кВ Гунибская ГЭС — ПС Хунзах (ВЛ-110-189);
- ВЛ 110 кВ Гунибская ГЭС — ПС Гергебиль (ВЛ-110-158);
- ВЛ 10 кВ Гергебильская ГЭС — Гунибская ГЭС (ВЛ-10-2).

Также, на площадке ГЭС размещён трёхэтажный производственно-технический корпус, в котором расположено генераторное распределительное устройство напряжением 6 кВ и иные производственные объекты.

### Водохранилище
Плотина Гунибской ГЭС создала небольшое водохранилище со следующими параметрами: максимальная длина — 3,8 км, максимальная ширина — 350 м, максимальная глубина — 53 м, полный объём водохранилища — 10,58 млн м³, его полезный объём — 0,87 млн м³, площадь зеркала водохранилища при нормальном уровне — 0,6 км². Водохранилище затопило всего 55 гектаров малоценных земель, в том числе пастбища — 6,39 га, сады — 3,94 га, кустарники — 7 га, лес — 0,6 га, прочие земли — 27,77 га. Помимо энергетических целей, водохранилище используется для водоснабжения и ирригации. В связи с тем, что река Каракойсу несёт большое количество наносов, что приводит к постепенному заиливанию водохранилища, ежегодно проводится его промывка.

## История

### Проектирование
Впервые возможность гидроэнергетического использования реки Каракойсу выше Гергебильской ГЭС была рассмотрена в «Водно-энергетической схеме Северного Кавказа», разработанной Ростовским отделением института «Гидроэнергопроект» в 1935 году. Согласно данной схеме, намечалось сооружение трёх деривационных ГЭС общей мощностью 58 МВт и среднегодовой выработкой 300 млн кВт·ч. В 1966 году институтом «Гидропроект» были выпущены «Технические направления использования ресурсов Кавказа», в которой использование Каракойсу выше Гергебильской ГЭС планировалось осуществить двумя ступенями. В 1970 году институтом «Ленгидропроект» была составлена «Схема использования рр. Андийское и Аварское Койсу», в которой подробно рассматривалась схема использования Каракойсу, включавшая в себя три ГЭС — Магарскую, Боцадахскую и Гунибскую общей мощностью 120 МВт и среднегодовой выработкой 0,5 млрд кВт·ч. В 1988 году тем же институтом в работе «Уточнение схемы использования водотока р. Кара-Койсу» были подробно рассмотрены створы и параметры запланированных к строительству Магарского, Боцадахского, Гунибского и Курминского гидроузлов.
Технико-экономический расчёт строительства Гунибского гидроузла был разработан в 1987 году институтом «Ленгидропроект» и утверждён приказом № 97 от 16 октября 1990 года территориальным энергетическим объединением «Южэнерго». Рабочий проект Гунибской ГЭС разрабатывался «Ленгидропроектом» с 1991 по 1996 год, главный инженер проекта — В. А. Минин. В ходе проектирования, были рассмотрены два варианта плотины (арочные с пробкой и глубинным водосбросом и без пробки с поверхностным водосбросом) и водоподводящего тракта (с раздельным или совмещенным со строительным тоннелем расположением водовода).

### Строительство
Строительство Гунибской ГЭС было начато в августе 1995 года с подготовки базы строительства, дороги и инженерных коммуникаций, генеральным подрядчиком строительства выступило ОАО «ЧиркейГЭСстрой» (с 1998 года генподрядчиком стало ООО «Энергострой ЛТД»). В 1996 году были начаты работы по основным сооружениям гидроузла — строительному тоннелю и зданию ГЭС. В 1999 году начаты работы по сооружению водоприёмника, в 2001 году было завершено сооружение строительного тоннеля. На первом этапе строительства (1995—2001 годы) финансирование строительных работ осуществлялось в небольшом объёме и нерегулярно, что привело к значительному затягиванию сроков строительства.
- Строительство Гунибской ГЭС
- Бетонирование плотины
- Вид на плотину перед заполнением водохранилища
- Бетонирование глубинного водосброса
- Строительство производственно-технического комплекса
- Монтаж оборудования на ОРУ-110 кВ

С 2002 года финансирование было значительно увеличено, что позволило в течение трёх лет завершить строительство станции. 28 ноября 2002 года река Каракойсу была перекрыта насыпной перемычкой, сток реки перенаправлен в строительный тоннель. Под защитой перемычки начата разработка котлована плотины. В 2003 году были завершены основные строительные работы по водоприёмнику, зданию ГЭС, ОРУ, производственно-технологическому корпусу, начат монтаж гидросилового и электротехнического оборудования.
Бетонные работы по сооружению плотины были начаты в конце марта 2004 года. К сентябрю того же года плотина достигла отметки 825,0 м, после чего был перекрыт строительный тоннель и начался первый этап заполнения водохранилища. С этого момента, пропуск воды осуществляется через эксплуатационный водосброс в теле плотины. Во входных и выходных частях строительного тоннеля устроены бетонные пробки, тоннель был соединён с шахтой водоприёмника и стал частью водоподводящего тракта. 21 декабря 2004 года состоялся пуск гидроагрегатов Гунибской ГЭС в промышленную эксплуатацию. Все строительные работы были завершены в 2005 году, 6 мая 2005 года Гунибская ГЭС была принята Госкомиссией в эксплуатацию. Строительство Гунибской ГЭС обошлось ОАО «Дагэнерго» в сумму порядка 600 млн рублей (в ценах 2005 года).
| Финансирование строительства Гунибской ГЭС, млн руб. (в ценах 1984 г.) |      |      |      |      |       |
| 1995—2001                                                              | 2002 | 2003 | 2004 | 2005 | Всего |
| 1,82                                                                   | 3,0  | 4,0  | 6,0  | 1,0  | 15,82 |

### Эксплуатация
Ещё во время строительства, 1 июня 2004 года Гунибской ГЭС было присвоено имя народного поэта Дагестана Расула Гамзатова.
После завершения строительства Гунибская ГЭС находилась на балансе специально созданного ОАО «Прометей» (дочернее предприятие ОАО «Дагэнерго»). К 19 ноября 2006 года станция выработала 100 млн кВт·ч электроэнергии. В ходе реформы РАО «ЕЭС России», собственником ОАО «Прометей» стало ОАО «ГидроОГК» (позднее переименованное в ОАО «РусГидро». В 2009 году принято решение о ликвидации ОАО «Прометей», Гунибская ГЭС была передана в ведение Дагестанского филиала ОАО «РусГидро».
С 27 июля 2009 года в бассейне Каракойсу начались обильные дожди, сформировавшие мощный паводок и вызвавшие резкое увеличение приточности в водохранилище Гунибской ГЭС. Максимальная приточность воды была зафиксирована 29 июля и составила более 200 м³/с. Водохранилище задержало часть стока, обеспечив уменьшение уровня паводка в нижнем бьефе, однако уровень воды в водохранилище поднялся до отметки гребня плотины, вследствие чего 29 июля начался её перелив через гребень, завершившийся на следующий день, 30 июля. Сооружения ГЭС при этом не пострадали, но был нанесён определённый ущерб оборудованию станции, который составил 13,7 млн рублей и был возмещён страховой компанией. С учётом опыта прохождения экстремального паводка, в 2010 году была проведена доработка затворов водосброса, что позволило управлять ими дистанционно, а также произведена реконструкция аэрационных труб с целью исключения попадания воды на механизмы затворов. Также, была построена подпорная стенка для защиты ОРУ от затопления со стороны нижнего бьефа.
| 2005 | 2006 | 2007 | 2008 | 2009 | 2010 | 2011 | 2012 | 2013 | 2014  | 2015 | 2016 | 2017 | 2018 |
| ---- | ---- | ---- | ---- | ---- | ---- | ---- | ---- | ---- | ----- | ---- | ---- | ---- | ---- |
| 48,5 | 57,8 | 58,8 | 57,0 | 61,1 | 53,5 | 51,0 | 49,0 | 59,1 | 48,91 | 50,2 | 54,6 | 42,8 | 35,0 |